# Tatikios
Tatikios (grec: Τατίκιος), est un général byzantin d'Alexis Ier Comnène. Né vers 1058 à Constantinople, mort vers 1100 (lieu inconnu).

## Biographie
Il est le fils d'un turc fait prisonnier à une date inconnue par Jean Comnène, le père d'Alexis. D'origine servile, il devient cependant rapidement un ami et confident du futur empereur dont, enfant, il partage les jeux. Il participe à toutes les campagnes militaires d'Alexis, avant même qu'il soit fait empereur, et se fait une réputation de courage et d'intrépidité. À l'été 1078 il accompagne Alexis dans son expédition contre Nicéphore Basilakios et le prévient à temps d'une attaque surprise de ce dernier. 
Tatikios sauve la vie de l'empereur en interceptant le conspirateur qui s'apprêtait à le tuer dans son bain, lors du complot de Nicéphore Diogène (1094). Lors du synode des Blachernes, il est présent au titre de protoproèdre et de primicier des Vestiarites intérieurs. Son titre de protoproèdre lui donne l'accès au Sénat.

## Carrière militaire
Avec l'avènement d'Alexis au trône, en 1081, Tatikios devient l'un des principaux officiers du nouveau basileus. Lors de la bataille de Dyrrachium contre les Normands (automne 1081) il commande un détachement de mercenaires turcs. En 1086 il assiège Nicée puis se replie vers Constantinople devant l'arrivée de renforts non sans avoir vaincu en rase campagne les troupes turques de la ville lancées imprudemment à sa poursuite. La même année il tient en échec une offensive de l'émir de Nicée qui tente de prendre la capitale de l'empire.

### Premières campagnes
En 1087 à la bataille de Dristra contre les Petchenègues, il commande l'aile droite de l'armée byzantine. Après le désastre de Charioupolis au printemps 1090, contre les mêmes Petchénègues, il tire vengeance du massacre de 300 archontopouloi. 

### Première Croisade
Il est surtout connu pour son rôle d'intermédiaire entre l'empereur et les Croisés lors de la première croisade. En décembre 1096, il ravitaille les troupes de Godefroy de Bouillon qui campent devant Constantinople. 
Il commande en juin 1097 le contingent byzantin qui assiège Nicée avec les troupes de la première croisade. Intermédiaire dans les négociations qui s'établissent entre Turcs et Croisés, il parvient, avec l'aide de Manuel Boutoumitès, à persuader les assiégés de se rendre aux Byzantins, et non aux chefs de la croisade. Il accompagne cette dernière en Asie Mineure, avec la mission d'assurer la protection et le ravitaillement des troupes occidentales, mais aussi de prendre possession au nom de l'empereur des villes conquises par les croisés sur les Turcs.
Il tente lors du siège d'Antioche de persuader les Croisés d'attendre l'arrivée de l'armée de secours dirigée par Alexis lui-même. Mais convaincu par Bohémond que certains chefs croisés souhaitent attenter à sa vie il prend la fuite vers Chypre, tout en promettant de revenir avec des renforts et des vivres. 
Ce départ des troupes byzantines contribue à la détérioration des relations entre les Byzantins et les Croisés, ceux-ci reprochant aux premiers de ne pas respecter les termes de l'accord, en ne les soutenant pas dans leurs actions. 
Cependant, en avril 1099 Alexis lui confie une flotte avec pour mission de lutter contre les Pisans qui organisent des razzias en mer Égée. On ignore ce qu'il devient ensuite, les sources byzantines restant muettes sur le personnage et sur les circonstances et la date de son décès, probablement autour de 1099/1100.